# Hager-Fikir-Theater

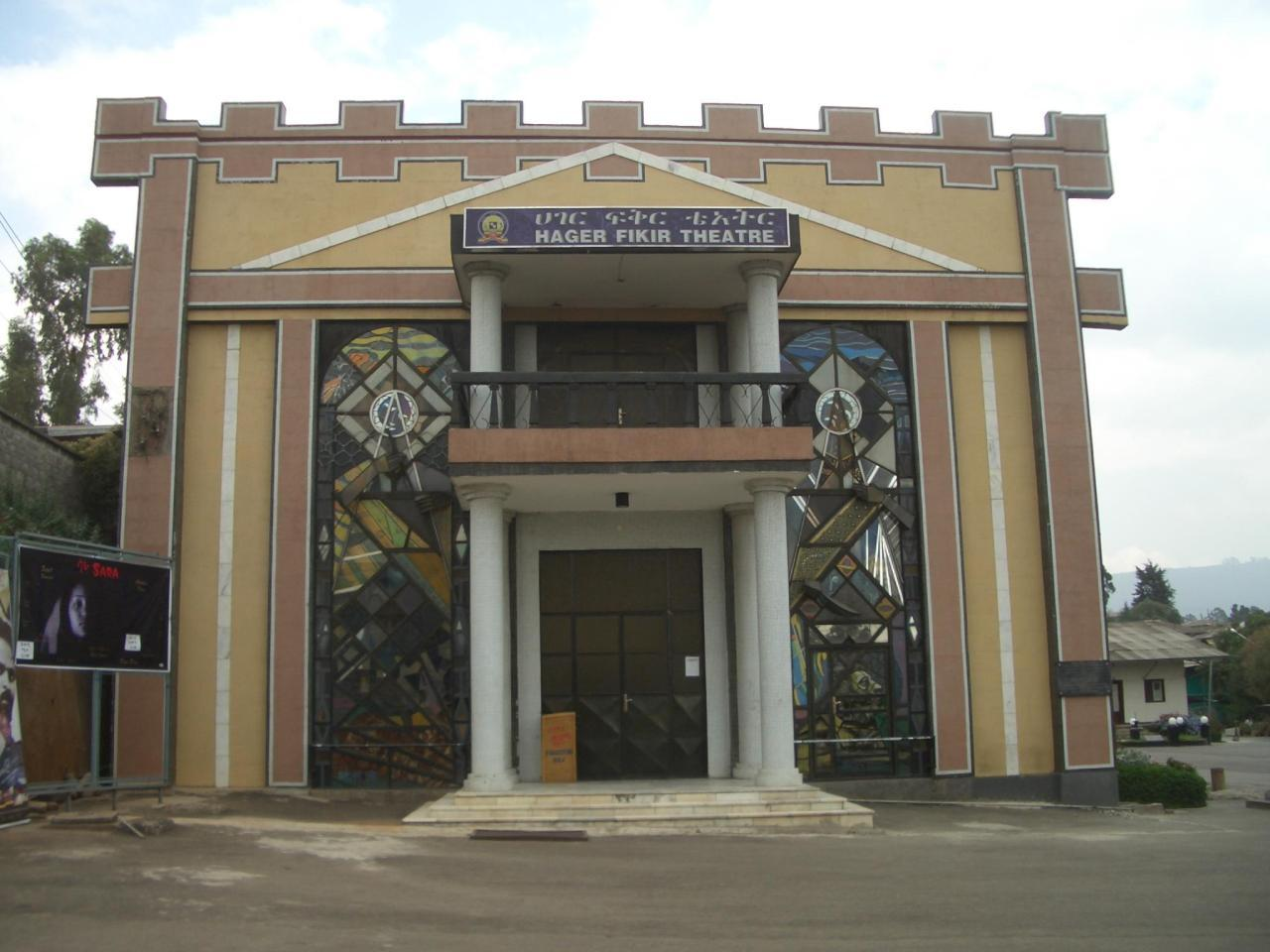
Hager-Fikir-Theater Addis Abeba (April 2006)

Das Hager-Fikir-Theater (amharisch ሀገር ፍቅር ቴአትር Hagär Fǝqǝr Teʾatǝr) in Addis Abeba ist das älteste Theater der äthiopischen Hauptstadt. Es gilt als eines der ältesten indigenen Theater Afrikas. Gegründet wurde es 1935, kurz vor der Invasion durch italienische Truppen, als Hager Fikir Maheber (Verein zur Vaterlandsliebe). Das Hager-Fikir-Theater befindet sich heute im historischen Piazza-Distrikt von Addis Abeba.
Das Theater wurde aus patriotischen Gründen aus der Taufe gehoben. Die Bevölkerung Addis Abebas sollte gegen die bevorstehende Invasion durch italienische Truppen mobilisiert und zusammengeschweißt werden. Die ersten Open-Air-Theateraufführungen fanden auf dem Menelik-Platz im Herzen Addis Abebas statt.
Obwohl die italienische Besetzung des Landes nicht verhindert werden konnte, überlebte das Hager-Fikir-Theater. Allerdings wurden während der Phase der Besetzung lediglich faschistische und pro-italienische Stücke aufgeführt.
Nach dem Abzug der italienischen Truppen aus Äthiopien 1942 bezog das Hager-Fikir-Theater seine Gebäude, in denen es teilweise heute noch untergebracht ist. Ein ehemaliger italienischer Nachtclub wurde zum Theatersaal umgebaut. Später kam ein großer Theatersaal mit neuer Bühne dazu. Zum 25-jährigen Kronjubiläum des äthiopischen Kaisers Haile Selassie wurde 1955 das Theater erneut aus- und umgebaut.
Während der Herrschaft Haile Selassies wuchs das Theater und konnte sich als äthiopisches Volkstheater etablieren.
Neben regulären Aufführungen gab es regelmäßige Radio-Liveübertragungen aus dem Hager-Fikir-Theater. Außerdem gingen Teile des Theaterensembles mehrmals im Jahr auf Tour und brachten so die Theaterkultur des Hager-Fikir-Theaters in die ländlichen Regionen Äthiopiens.
Auch als in Äthiopien 1974 das Derg-Regime die Macht übernahm, setzte das Hager-Fikir-Theater seine Arbeit fort. Auf dem Spielplan standen hauptsächlich marxistisch-leninistische Stücke. Musiker und Schauspieler wurden teilweise kontrolliert und zensiert. 1975 wurde Tesfaye Gesesse, der damalige Intendant des Hager-Fikir-Theaters, festgenommen und verhaftet. Sein Stück Iqaw (Das Ding) wurde von der Regierung als „anti-Derg“ und anti-revolutionär angesehen.
Auch nach dem Niedergang des Derg-Regimes 1991 setzte das Hager-Fikir-Theater seine Arbeit fort.
Heute arbeiten mehr als 100 Menschen für das Theater, darunter etwa 40 Schauspieler und Sänger.
Etliche Stars wie Aster Aweke, Tilahun Gesesse und Frewu Hailu begannen ihre Karriere auf der Bühne des Hager-Fikir-Theaters. Auf dem Spielplan standen und stehen sowohl traditionelle äthiopische Stücke als auch Inszenierungen europäischer Stücke von William Shakespeare, Friedrich Schiller, Henrik Ibsen und Molière.